# Francisc Horvath

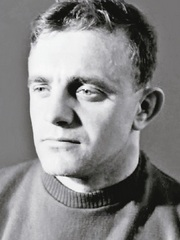
Francisc Horvath

Francisc Horvath, eigentlich Ferenc Horváth (* 19. Oktober 1928 in Lugoj) ist ein ehemaliger rumänischer Ringer und Bronzemedaillengewinner bei den Olympischen Sommerspielen 1956 in Melbourne im griechisch-römischen Stil im Bantamgewicht.

## Werdegang
Francisc Horvath begann als Jugendlicher in Bukarest mit dem Ringen. Er war als Angehöriger der rumänischen Sicherheitsorgane Mitglied des Sportclubs Dinamo Bukarest und war der erste rumänische Ringer, der nach 1945 in die internationale Spitzenklasse im griech.-röm. Stil vorstoßen konnte. Francisc begann seine internationale Karriere mit einem 3. Platz bei den kommunistisch gelenkten Weltfestspielen der Jugend in Ost-Berlin im Bantamgewicht hinter dem späteren Weltmeister Artem Terjan aus der Sowjetunion und dem späteren Olympiasieger Imre Hódos aus Ungarn.
Er wurde auch bei den Olympischen Spielen 1952 in Helsinki eingesetzt, kam dort aber nach zwei Niederlagen nicht über einen 12. Platz hinaus. Auch bei der Weltmeisterschaft 1953 in Neapel reichte es für ihn nur zum 11. Platz. Wesentlich besser schnitt er bei der Weltmeisterschaft 1955 in Karlsruhe ab, wo er im Federgewicht mit drei Siegen und einer Niederlage gegen den ungarischen Weltmeister Imre Polyák einen guten 6. Platz belegte.
Den größten Erfolg seiner Laufbahn erzielte Francisc Horvath dann bei den Olympischen Spielen 1956 in Melbourne. Im Bantamgewicht erkämpfte er sich mit vier Siegen die Bronzemedaille. Dabei gelang ihm das Kunststück auch den hohen Favoriten Konstantin Wyrupajew aus der Sowjetunion zu besiegen. Eine Niederlage gegen den Schweden Edvin Vesterby verhinderte aber, dass er Olympiasieger wurde. Da Wyrupajew wiederum Vesterby besiegte, wurde er wegen des besten Punkteverhältnisses aus den Vorkämpfen Olympiasieger vor Vesterby und Horvath. Die Bronzemedaille, die sich Francisc Horvath erkämpfte, war die erste Medaille eines rumänischen Ringers bei Olympischen Spielen überhaupt.
1958 beendete Francisc Horvath seine Laufbahn als aktiver Ringer und wurde Trainer im rumänischen Ringerverband.

### Internationale Erfolge
(OS = Olympische Spiele, WM = Weltmeisterschaften, GR = griech.-röm. Stil, Ba = Bantamgewicht, Fe = Federgewicht, damals bis 57 kg bzw. 62 kg Körpergewicht)
- 1951, 3. Platz, Weltfestspiele der Jugend in Berlin (Ost), GR, Ba, hinter Artem Terjan, UdSSR u. Imre Hódos, Ungarn;
- 1952, 12. Platz, OS in Helsinki, GR, Fe, nach Niederlagen gegen Ernest Gondzik, Polen u. Gunnar Håkansson, Schweden;
- 1953, 3. Platz, Weltfestspiele der Jugend in Bukarest, GR, Ba, hinter Wladimir Staschkewitsch, UdSSR u. Imre Hodos;
- 1955, 6. Platz, WM in Karlsruhe, GR, Fe, mit Siegen über Bohumil Kurz, CSSR, Nikolaos Simantaris, Griechenland u. Helmut Höhenberger, BRD u. einer Niederlage gegen Imre Polyak;
- 1956, 2. Platz, „Opatija“-Pokal in Pula, GR, Ba, hinter Imre Hodos u. vor Cirikilcan, Türkei;
- 1956, Bronzemedaille, OS in Melbourne, GR, Ba, mit Siegen über R. Sweeney, Australien, Reijo Nykänen, Finnland, Fred Kämmerer, Deutschland u. Konstantin Wyrupajew, UdSSR u. einer Niederlage gegen Edvin Vesterby, Schweden,
- 1957, 3. Platz, III. Intern. Sportspiele in Moskau, GR, Ba, hinter Oleg Karawajew, UdSSR u. Dinko Petrow, Bulgarien

## Rumänische Meisterschaften
Francisc Horvath war zwischen 1952 und 1957 sechsmal rumänischer Meister im griechisch-römischen Stil im Bantamgewicht.